# Дебора Кер
Дама Дебора Кер (енгл. Deborah Kerr; Глазгов, 30. септембар 1921 — Ботесдејл, 16. октобар 2007) је била шкотско–америчка филмска и телевизијска глумица. Шест пута је била номинована за Оскара, али никада није награђена. Ипак, 1994. је добила Почасног Оскара за животно дело. Њени најпознатији филмови су Црни нарцис, Кво вадис, Одавде до вечности, Краљ и ја и Афера за памћење. Дебора је била звезда блокбастера и једна од најпопуларнијих јунакиња љубавних драма.

## Детињство
Рођена је као Дебора Џејн Кер Тример, у приватној болници у Глазгову (Шкотска), као једино дете Кетлин Роуз и капетана Артура Чарлса, пилота у Првом светском рату. Прве три године провела је оближњем градићу Хеленсборгу, где су њени родитељи живели са Артуровим оцем и мајком. Касније је добила и брата Едварда, који је убијен 2004. у тучи насталој после саобраћајне несреће. Дебора је у Клифтону завршила школу Northumberland House, а у Вестону Rossholme School. Пошто је дуго година учила балет, врло рано је добила ангажман у позоришту Sadler's Wells Theatre. У слободно време ишла је на часове глуме код своје тетке Филис, која је у Бристолу водила школу за глуму.

## Каријера
Дебора је први филм снимила 1940. године, али њене сцене су избрисане са тог филма. У филму Живот и смрт пуковника Блимпа из 1943. играла је троструку улогу, и почела да се забавља са режисером, Мајклом Пауелом. Након неколико неуспелих филмова у Британији, Керова је 1947. оставила љубавника и преселила се у Сједињене Државе, где је потписала уговор са компанијом Метро-Голдвин-Мејер. Већ први наредни филм који је снимила у САД постигао је велики комерцијални успех, а заслужио је и похвалу критике. Била је то драма Црни нарцис, где је играла опатицу једног католичког манастира у Хималајима. Њени манири и елеганција, као и привидна емоционална хладноћа, учинили су да Дебора врло брзо у Холивуду постане једно од најтраженијих глумица за извођење улога хладних британских дама. Међутим, неретко излазила је из тог шаблона играјући отмене госпође веома спремне за авантуру, као на пример у авантуристичком филму Рудници краља Соломона, снимљеном у Африци, и љубавној драми Одавде до вечности (1953), која је постала њен најпознатији филм, и за који је била предложена да добије Оскара за најбољу главну глумицу. Овде јој је партнер био Берт Ланкастер, а сцена у којој су водили љубав на плажи Халона на Хавајима сматра се једном од најромантичнијих сцена свих времена. Амерички филмски институт је овај филм ставио на двадесето место на листи 100 најбољих љубавних драма 20. века. Пре овог филма, Дебора је остварила запажене улоге у филмовима Едварде, сине (номинована за Оскара), Кво вадис, Јулије Цезар, где јој је партнер био Марлон Брандо, и филм Краљица девица, где је играла Елизабету I.
Године 1953. дебитовала је и на Бродвеју са представом Tea and Sympathy, и ту је повремено радила наредне две године. После 1955. двадесет година није наступала, али је увек говорила да је позориште њена највећа љубав.
Дебора је наставила да игра у блокбастерима, и постала је позната као јунакиња љубавних филмова. Најпознатији од тих филмова су Крај једне љубавне приче, мјузикл Краљ и ја, у коме јој је партнер био Јул Бринер, Небо зна, господине Алисон, где је поново играла опатицу. Године 1957. снимила је љубавну драму Афера за памћење са Керијем Грантом, која је постигла велики комерцијални успех и учврстила њену позицију у Холивуду. Амерички филмски институт је ову драму прогласио за пети најлепши љубавни филм свих времена. Следеће године је глумила у такође успешном филму Одвојени столови, а 1960. у драми Трава је зеленија. Постала је најстарија Бондова девојка 1967. када је прихватила улогу у Казино Ројалу. Две година касније се први и једини пут у каријери појавила гола у филму. Била је то драма The Gypsy Moths, а разлог за ту одлуку лежао је у чињеници да се Дебора тешко мирила са постепеним падом популарности. Крајем шездесетих у потпуности је напустила филм и повремено радила у серијама и ТВ-филмовима, и у позоришту. Након филма Одавде до вечности била је номинована за још четири Оскара, али није добила ни једног – за улоге у филмовима Небо зна, господине Алисон, Краљ и ја, Одвојени столови и Луталице (1960).
Керова је 1998. проглашена за даму Уједињеног Краљевства, а четири године пре, добила је Оскара за животно дело, односно „за беспрекорну грациозност и лепоту... каријеру током које се залагала за савршеност, дисциплину и елеганцију.“

## Приватни живот
Керова се венчала са извесним Антонијем Бартлијем 1945. године, а развели су четрнаест година касније, будући да је био невероватно љубоморан на њену славу и финансијску надмоћ у браку. Добили су две ћерке – Мелани Џејн (1947) и Франческу Ен (1951).
Други пут се удала 1960, за сценаристу Питера Виртела, а имала је леп однос са његовом ћерком из првог брака. Берт Ланкастер је тврдио да је спавао са Дебором за време снимања Одавде до вечности.
Дебора је оболела од Паркинсонове болести и умрла 16. октобра 2007. године, у Сафоку (Енглеска). Виртел је умро три недеље касније.

## Филмографија
| Год. | Српски назив                  | Оригинални назив            | Улога                              |
| ---- | ----------------------------- | --------------------------- | ---------------------------------- |
| 1940 |                               |                             | Бит (у избрисаним сценама)         |
| 1941 |                               |                             | Џени Хил                           |
| 1941 |                               | Сали                        |                                    |
| 1942 |                               |                             |                                    |
|      |                               | Мери Броди                  |                                    |
|      |                               |                             |                                    |
|      |                               | Линда                       |                                    |
| 1943 | Живот и смрт пуковника Блимпа |                             | Едит Хантер/Барбара Вин/Џони Кенон |
| 1945 |                               |                             | Катрин Вилсон                      |
| 1946 |                               |                             |                                    |
| 1947 | Црни нарцис                   |                             | сестра Клода                       |
| 1947 | Пропагандисти                 |                             | Кеј Доранс                         |
| 1947 |                               | Нона Тибар                  |                                    |
| 1949 |                               |                             |                                    |
| 1950 |                               |                             |                                    |
|      |                               | Елизабет Кертис             |                                    |
| 1951 | Кво вадис                     |                             | Лигија                             |
| 1952 |                               |                             | принцеза Флавија                   |
| 1952 |                               |                             |                                    |
| 1953 | Краљица девица                |                             | Катрин Пар                         |
| 1953 | Јулије Цезар                  |                             |                                    |
| 1953 |                               |                             |                                    |
| 1953 | Одавде до вечности            |                             | Карен Холмс                        |
| 1955 |                               |                             | Сара Мајлс                         |
| 1956 |                               |                             | Ли Ешли                            |
| 1956 | Краљ и ја                     |                             | Ана Лионовенс                      |
| 1956 |                               | Лора Рејнолдс               |                                    |
| 1957 |                               |                             | сестра Анџела                      |
| 1957 | Афера за памћење              |                             | Тери Макеј                         |
| 1957 |                               | Гвинет Ливингстон           |                                    |
| 1958 |                               |                             | Ен Ларсон                          |
| 1958 | Одвојени столови              |                             | Сибил Рејлтон-Бел                  |
| 1959 |                               |                             | Дајана Ешмор                       |
| 1959 |                               | Грејс Олингам               |                                    |
| 1959 |                               | Шила Грејам                 |                                    |
| 1960 |                               |                             | Ајда Кармоди                       |
| 1960 | Трава је зеленија             |                             | Хилари (грофица од Рајала)         |
| 1961 |                               |                             | Martha Radcliffe                   |
| 1961 | Невиност                      | The Innocents               | Miss Giddens                       |
| 1964 |                               | On the Trail of the Iguana  | Herself                            |
| 1964 |                               | The Chalk Garden            | Miss Madrigal                      |
| 1964 |                               | The Night of the Iguana     | Hannah Jelkes                      |
| 1965 |                               | Marriage on the Rocks       | Valerie Edwards                    |
| 1967 |                               | Casino Royale               | Agent Mimi / Lady Fiona McTarry    |
| 1967 |                               | Eye of the Devil            | Catherine de Montfaucon            |
| 1968 |                               | Prudence and the Pill       | Prudence Hardcastle                |
| 1969 |                               | The Gypsy Moths             | Elizabeth Brandon                  |
| 1969 |                               | The Arrangement             | Florence Anderson                  |
| 1982 |                               | BBC2 Playhouse              | Carlotta Gray                      |
| 1982 |                               | Witness for the Prosecution | Nurse Plimsoll                     |
| 1984 |                               | A Woman of Substance        | Emma Harte                         |
| 1985 |                               | The Assam Garden            | Helen                              |
| 1985 |                               | Reunion at Fairborough      | Sally Wells Grant                  |
| 1986 |                               | Hold the Dream              | Emma Harte                         |